# Jerominy
Jerominy (dawniej Jeromin) – wieś w Polsce położona w województwie warmińsko-mazurskim, w powiecie szczycieńskim, w gminie Świętajno, znajdująca się 5 km na południe od szosy Szczytno – Rozogi. W latach 1975–1998 miejscowość administracyjnie należała do województwa olsztyńskiego.
Wieś założona w 1788 r. w ramach osadnictwa szkatułowego na terenie Lasów Korpelskich (na wydzielonych gruntach, zwanych nowiznami – czyli na nowo przeznaczonymi do kolonizacji i zasiedlenia).